# Consiliul Național al Femeilor
Uniunea Femeilor Antifasciste din România (Antifascistiska kvinnors union i Rumänien), även känd som Uniunea Femeilor Democrate din România (demokratiska kvinnors union i Rumänien) var en statlig riksorganisation för kvinnors rättigheter i Rumänien, grundad 1944. Den var känd under namnet Consiliul Național al Femeilor (CNF, Kvinnors nationalråd) mellan 1958 och 1989. 

## Historik
Det var en avdelning av kommunistpartiet, Rumänska kommunistpartiet. Dess syfte var ideologisk mobilisering av kvinnor, samt genomförande av partiets policy om kvinnors rättigheter. 
Under perioden 1946-1965 blev främst arbetarkvinnor medlemmar i föreningen. Föreningen fokuserade på att utbilda kvinnor i olika yrkeskunskaper, så som utbildning av bondhustrur i lantbruksteknik, för att engagera kvinnor i arbetet och höja och effektivisera produktionsnivån, jämsides med att medlemmarna utbildades ideologiskt jämsides med yrkeskurserna. Föreningen höll också läskurser och motverkade analfabetismen bland kvinnor. 
Under Ceaușescu-regeringen 1965-1989 strävade regeringen efter att engagera inte enbart arbetarkvinnor utan alla kategorier av kvinnor i föreningen och göra den till ett redskap för ideologisk massmobilisering. Under denna tid lanserade regimen en intensiv satsning på jämställdhet, en princip som redan fanns inskriven i kommunistpartiet men som dittills hade försummats i praktiken. Kvinnor uppmuntrades att engagera sig politiskt, utbilda sig och arbeta och uppnå politiska poster, och involvera sig aktivt i statliga lokala tjänster. Samtidigt satsade dock också regeringen genom Dekret 770 på att öka nativiteten genom att motverka abort och preventivmedel, vilket gjorde det svårt för kvinnor att i praktiken fullfölja partiets officiella principer om emancipation. 